# Hyalinobatrachium adespinosai
Hyalinobatrachium adespinosai — вид жаб родини скляних жаб (Centrolenidae). Описаний у 2019 році.

## Етимологія
Вид названо на честь еквадорської природоохоронниці Адели Спінози, директорки фонду «Джокотоко».

## Поширення
Ендемік Еквадору. Виявлений у річці Сан-Хасінто в провінції Тунґурауа в центрі країни.

## Опис
Верхня частина тіла світло-зелена з жовтими крапками. Черево та перикард прозорі, через перикард видно червоне серце.